# Players (álbum)
Players é o segundo álbum de estúdio do rapper Too Short, lançado em 27 de maio de 1985 pela 75 Girls Records. A produção de áudio de todo o álbum foi tratada por Dean Hodges, que também atuou como produtor executivo.

## Faixas
| N.º            | Título                  | Duração |  |
| 1.             | "Players"               | 6:58    |  |
| 2.             | "From Here To New York" | 6:08    |  |
| 3.             | "Don't Ever Stop"       | 6:32    |  |
| 4.             | "Wild, Wild West"       | 7:03    |  |
| 5.             | "Everytime"             | 5:00    |  |
| 6.             | "Dance (Don't Geek)"    | 5:53    |  |
| 7.             | "Coke Dealers"          | 6:49    |  |
| Duração total: | Duração total:          | 44:23   |  |